# CHI Health Center Omaha
O CHI Health Center Omaha é uma arena e centro de convenções localizado no bairro North Downtown em Omaha, Nebraska, e operado pela Metropolitan Entertainment & Convention Authority (MECA). O espaço de 1.100.000 pés quadrados (100.000 m²) possui uma arena de 18.975 lugares, um salão de exposição de 194.000 pés quadrados (18.000 m²) e um espaço de reunião de 62.000 pés quadrados (5.800 m²).

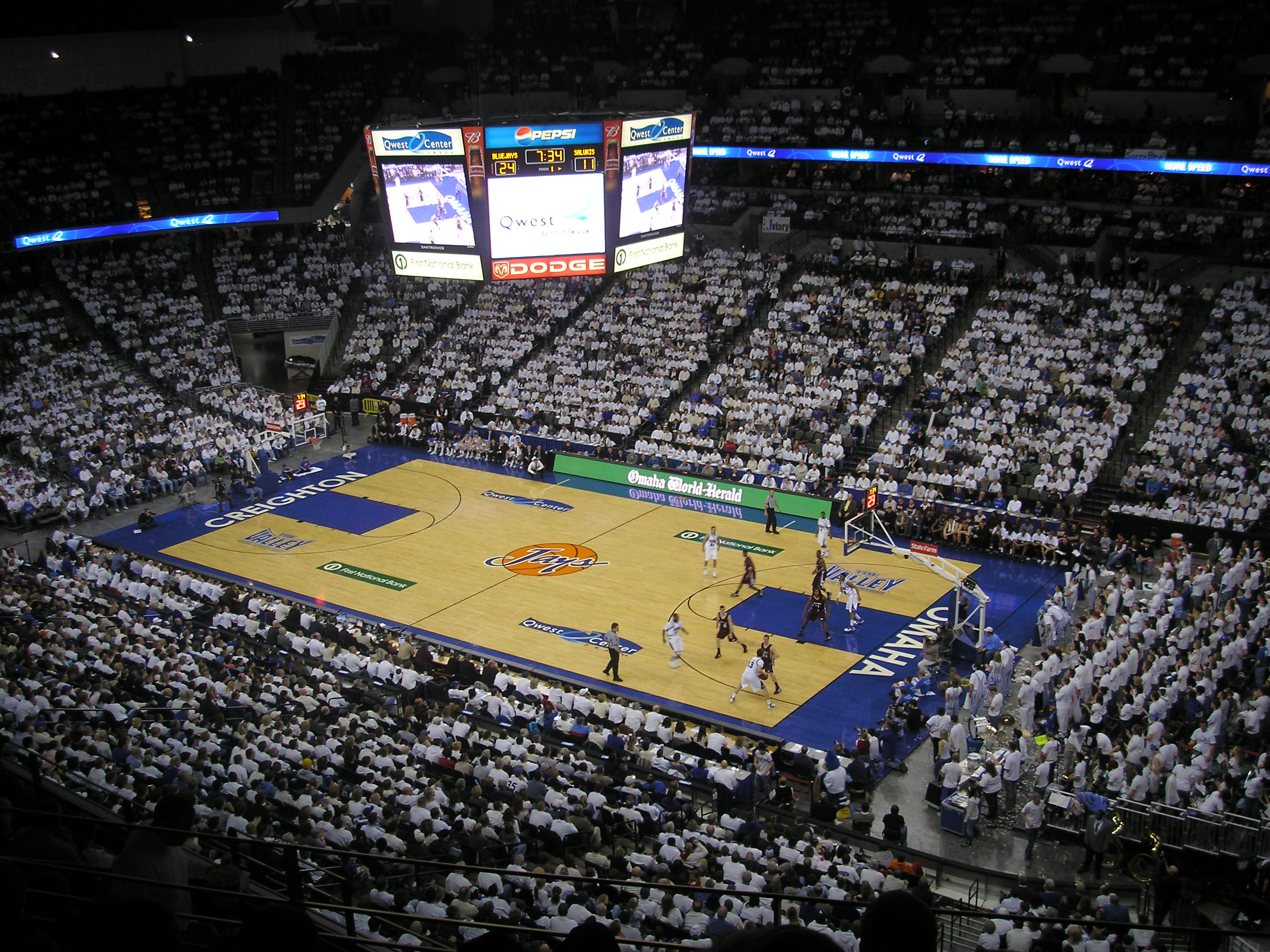
Interior do estádio.

O complexo foi inaugurado em 2003 com o nome de Qwest Center Omaha. Ele adotou o novo nome CenturyLink Center Omaha em 15 de julho de 2011, como parte de uma compra de US$ 22 bilhões da Qwest pela CenturyLink (anteriormente CenturyTel). Toda a sinalização, dentro e fora, mudou para se adaptar ao novo nome da arena e iluminação exterior mudou de azul para verde. O trabalho foi concluído em 20 de dezembro de 2011. O contrato expirou em 2018.
A arena sedia jogos de basquete, jogos de hóquei, eventos de luta profissional e shows, e a reunião anual dos acionistas do conglomerado de Omaha, Berkshire Hathaway, geralmente realizada no primeiro sábado de maio.
O principal time da arena é a equipe de basquete masculino da Universidade de Creighton. Durante a temporada de hóquei no gelo da NCAA de 2014-15, a equipe masculina Omaha Mavericks, representando a Universidade de Nebraska Omaha, também foi um time principal, mas os Mavericks mudaram-se para a nova Baxter Arena para a temporada 2015-16. Em 2018, a organização de assistência médica CHI Health comprou os direitos do nome da arena, num contrato de 20 anos avaliado em US$ 23.6 milhões.